# Compañía de Ingenieros Buzos de Ejército 601
La Compañía de Ingenieros Buzos de Ejército 601 (Ca Ing Bzo(s) Ej 601) es una subunidad independiente de tropas de operaciones especiales del Ejército Argentino con asiento de paz en Santo Tomé (SF) y con dependencia orgánica de la Agrupación de Fuerzas de Operaciones Especiales.

## Reseña
La subunidad independiente organizada para el combate anfibio desarrolla ejercitaciones, actividades de adiestramiento y operacionales, y de apoyo a la comunidad en espacios fluviales, lacustres y marítimos.
A finales de 2023 la Compañía de Ingenieros Buzos de Ejército 601 contribuyó a la tarea de búsqueda y rescate de un suboficial del Ejército Paraguayo perdido en el río Paraguay junto al Batallón de Ingenieros Anfibio 121 y la División Escuela de Capacitación Anfibia.
Como subunidad independiente única en todo el Ejército representó su especialidad en el desfile militar en Buenos Aires del 9 de julio de 2024.